# Shantideva

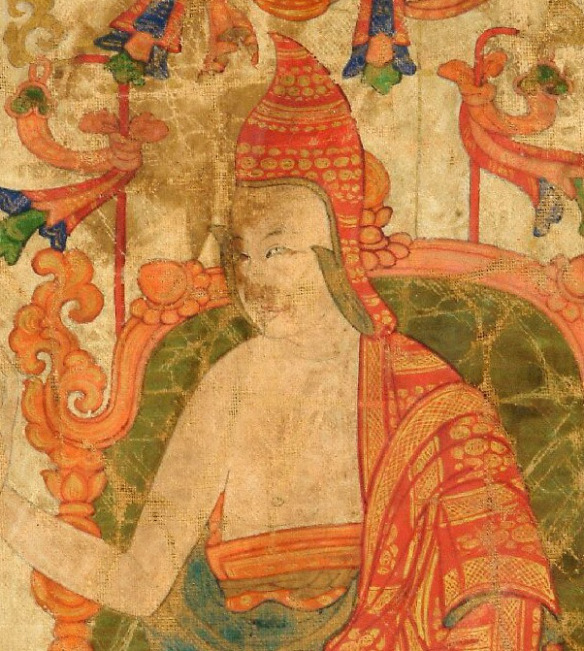
Shantideva op een schilderij uit de 19e eeuw

Shantideva (ca. 685-763) was een Indiaas filosoof en Mahasiddha uit de Madhyamaka-school. Hij is een van de laatste meesters in het Sanskriet. Shantideva speelt vooral een belangrijke rol in het Tibetaans boeddhisme.
Hij liet hagiografische vertellingen en legendes na. Na een verschijning van de bodhisattva Manjushri werd hij geïnstalleerd als hoogste lama in het klooster Nalanda.

## Bodhisattva-belofte
De volgende tekst beschrijft de Bodhisattva-beloftes van Shantideva:
Met de wens om alle wezens te bevrijden
Zal ik altijd mijn toevlucht nemen
Tot de Boeddha, dharma en sangha,
Totdat ik volledige verlichting bereik.
Enthousiast gemaakt door wijsheid en mededogen
Nu in tegenwoordigheid van de Boeddha
Breng ik de op volledige ontwaking gerichte geest voort
Voor het welzijn van alle levende wezens.
Zolang de ruimte bestaat,
Zolang er levende wezens zijn,
Zolang hoop ik ook te blijven,
En de ellende van de wereld te verdrijven.

## Werken
- Bodhicharyavatara
- Antologie van de Soetra
- Shîkshamuchaya

Daarnaast worden hem ook meerdere tantrische geschriften toegeschreven.

## Verder lezen
- Acharya Shantideva (2009), Het pad van de bodhisattva-krijger. Het ondernemen van de beoefeningen van bodhisattva's. Een vertaling van de Bodhisattvacharyavatara. Vertaald door Hans van den Bogaert. Emst: Maitreya Uitgeverij